# Złotoryja (gmina wiejska)
Złotoryja – gmina wiejska w województwie dolnośląskim, w powiecie złotoryjskim. W latach 1975–1998 gmina położona była w województwie legnickim. Gmina położona jest w zachodniej części województwa dolnośląskiego, swoim obszarem otacza siedzibę powiatu miasto Złotoryja.
Siedziba gminy to Złotoryja.
Według danych z 30 czerwca 2004 gminę zamieszkiwało 7037 osób.

## Herb
Historia terenów na których położona jest Gmina związana jest z postacią świętej Jadwigi, a odkrycia archeologiczne wskazują, że grody słowiańskie zakładane tu były już w pierwszym tysiącleciu naszej ery. W 1211 na zamku piastowskim w Rokitnicy książę Henryk Brodaty nadał Złotoryi prawa miejskie. Stąd też w herbie gminy Złotoryi uwiecznione zostały postaci książęcej pary.

## Historia
Gmina Złotoryja powstała 1 stycznia 1973 z połączenia trzech gromad: Złotoryi, Gierałtowca, Rokitnicy oraz osiedla Wilków. W tej postaci funkcjonowała do 31 grudnia 1987. 2 stycznia 1988 uchwałą Wojewódzkiej Rady Narodowej w Legnicy połączono miasto i gminę Złotoryja w jedną jednostkę miejsko – gminną. W 1992 zmiana przepisów prawnych umożliwiła odłączenie gminy od miasta. Ponowną samodzielną działalność gmina Złotoryja rozpoczęła 1 kwietnia 1992.

## Struktura powierzchni
Według danych z roku 2005 gmina Złotoryja ma obszar 145,07 km², w tym:
- użytki rolne: 77%
- użytki leśne: 14%

Gmina stanowi 25,21% powierzchni powiatu.
Powierzchnia gminy wynosi 145,07 km², z czego 77% stanowią użytki rolne, 15% lasy, 2% tereny osiedlowe, 1% wody powierzchniowe i 5% pozostałe tereny. Gmina posiada urodzajne gleby, z czego 77,3% to bardzo dobre gleby klasy I – III. Gmina ma charakter rolniczo – przemysłowy. Dobre warunki dla rozwoju rolnictwa ma północna część gminy.

## Demografia
Od kilku lat liczba mieszkańców oscyluje w granicach ok. 7200 osób. W skład gminy wchodzi 18 wsi sołeckich, 2 osiedla i 1 osada.

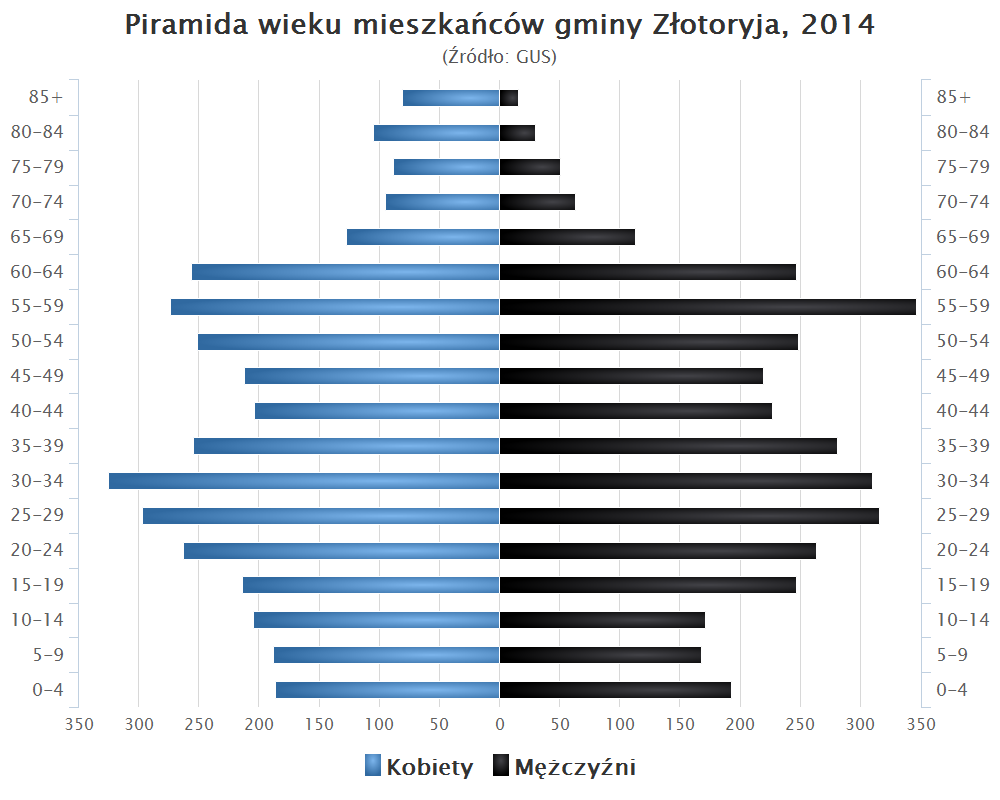
Piramida wieku mieszkańców gminy Złotoryja w 2014 roku

Dane z 30 czerwca 2004:
| Opis                              | Ogółem | Ogółem | Kobiety | Kobiety | Mężczyźni | Mężczyźni |
| --------------------------------- | ------ | ------ | ------- | ------- | --------- | --------- |
| jednostka                         | osób   | %      | osób    | %       | osób      | %         |
| populacja                         | 7037   | 100    | 3555    | 50,5    | 3482      | 49,5      |
| gęstość zaludnienia (mieszk./km²) | 48,5   | 48,5   | 24,5    | 24,5    | 24        | 24        |

## Turystyka
Turystyka jest obecnie jednym z kierunków rozwoju gminy. Najlepsze warunki do rozwoju turystyki posiada południowa część gminy leżąca częściowo w otulinie Parku Krajobrazowego "Chełmy". Największe tradycje turystyczne ma wieś Jerzmanice-Zdrój, gdzie ponad 100 lat temu założono uzdrowisko. Atrakcje turystyczne tej miejscowości to pomnik przyrody nieożywionej „Krucze Skały”, Skalne Źródełko zwane też źródełkiem św. Jadwigi, następnie Studnia Trozendorfa. Nieopodal Jerzmanic-Zdroju znajduje się zespół pseudokrasowych jaskiń pod Wilczą Górą. W południowo – zachodniej części Wilczej Góry utworzono rezerwat geologiczny posiadający duże walory naukowe i dydaktyczne. Obserwować w nim można przekrój komina wulkanicznego. Wydarzenia sprzed kilkunastu milionów lat wiernie dokumentują różne kompleksy skał odsłonięte na ścianach kamieniołomu. Najrzadziej spotyka się jednak koncentrycznie ułożone słupy tzw. skalne róże. Na północno – wschodniej ścianie centralnej partii Wilczej Góry znajduje się jedna z najpiękniejszych w Polsce i w Europie skalnych róż bazaltowych. Spod rezerwatu rozciągają się interesujące widoki na znaczną część Pogórza i Gór Kaczawskich, Karkonosze, a także Nizinę Śląską.
Lista wybranych atrakcji turystycznych:
- Rezerwat przyrody Wilcza Góra,
- Ruiny zamku powstałego na podwalinie dawnego grodu ok. XIII wieku w Rokitnicy. Zamek należy do najstarszych budowli murowanych w Polsce.
- Zespół pieców hutniczych z poł. XIX wieku w Leszczynie, na bazie których powstał Skansen Miasteczka Górniczo-Hutniczego.

## Sołectwa
Brennik, Ernestynów (o statusie osiedla), Gierałtowiec, Jerzmanice-Zdrój, Kopacz, Kozów, Leszczyna, Lubiatów, Łaźniki, Nowa Wieś Złotoryjska, Podolany, Prusice, Pyskowice, Rokitnica, Rzymówka, Sępów, Wilków, Wilków-Osiedle, Wyskok, Wysocko.

Miejscowości bez statusu sołectwa: Czeszków, Kwiatów, Nowa Ziemia

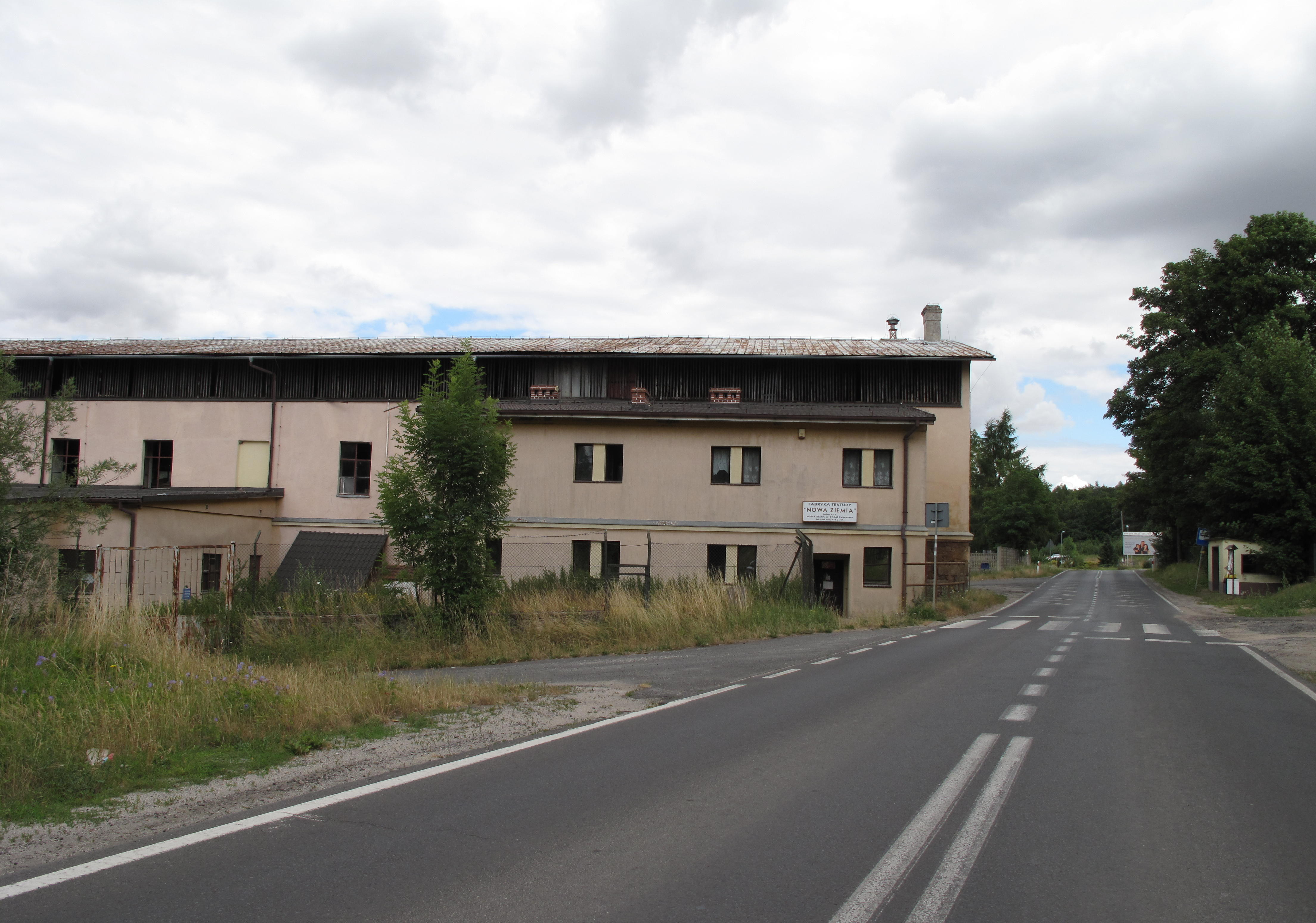
Nowa Ziemia

## Sąsiednie gminy
Chojnów, Krotoszyce, Męcinka, Miłkowice, Pielgrzymka, Świerzawa, Zagrodno, Złotoryja (miasto)